# Кресси, Максим
Максим Кресси (англ. Maxime Cressy; род. 8 мая 1997, Париж) — американский профессиональный теннисист, до 2018 года выступал за Францию; победитель двух турниров АТР (из них один в одиночном разряде).

## Общая биография
Отец — Жерар; Мать — Лесли Нельсон; есть братья Жонатан и Матьё. Начал играть в теннис в 4 года вместе с братьями.
Кумир в мире тенниса в детстве был Пит Сампрас.
С 2018 года стал выступать за США (до этого играл под флагом Франции).

## Спортивная карьера
Свои первые турниры Кресси сыграл в 2016 году на турнирах из серии «фьючерс». Он выиграл свой первый титул в парном разряде вместе с Юго Эмбером в 2017 году. В следующем году он сумел завоевать ещё восемь титулов, улучшив свой мировой рейтинг более чем на 850 позиций и достигнув в декабре 2017 года 260-го места.
Кресси проходил обучение в Калифорнийском университете в Лос- Анджелесе с 2015 по 2019 годы, где он играл в теннис за колледж.
В январе 2019 года он дебютировал в серии «челленджер» в Колумбусе. Вместе с Бернардо Сараиваон дошёл до финала парного разряда. В феврале он выиграл свой первый титул в одиночном разряде в Кливленде.
В 2020 и 2021 году на Открытом чемпионате США доходил до второго раунда основной сетки.
На Открытом чемпионате Австралии по теннису в 2022 году Максим впервые в карьере сумел добраться до 4-го раунда престижного турнира из серии Большого шлема. Он выбил из борьбы Джона Изнера, а также Томаша Махача и австралийца Кристофера О’Коннелла. В 4-м круге Кресси в 4 сетах уступил второй ракетке мира Даниилу Медведеву.
В начале февраля 2023 года на турнире в Монпелье Максим вышел в финал, где уступил итальянцу Яннику Синнеру.

## Рейтинг на конец года
| Год  | Одиночный рейтинг | Парный рейтинг |
| 2022 | 34                | 141            |
| 2021 | 112               | 570            |
| 2020 | 168               | 224            |
| 2019 | 196               | 186            |
| 2018 | 592               | 559            |
| 2017 |                   | 1 139          |
| 2016 | 1 759             | 1 172          |

## Выступления на турнирах

### Финалы турнировATPв одиночном разряде  (4)

#### Победы (1)
| Легенда                     |
| --------------------------- |
| Турниры Большого шлема (0*) |
| Итоговый турнир ATP (0)     |
| Олимпиада (0)               |
| ATP Мастерс 1000 (0)        |
| АТР 500 (0+1)               |
| АТР 250 (1)                 |

| Титулы по покрытиям | Титулы по месту проведения матчей турнира |
| ------------------- | ----------------------------------------- |
| Хард (0+1*)         | Зал (0)                                   |
| Грунт (0)           | Зал (0)                                   |
| Трава (1)           | Открытый воздух (1+1)                     |
| Ковёр (0)           | Открытый воздух (1+1)                     |

* количество побед в одиночном разряде + количество побед в парном разряде.
| №  | Дата         | Турнир       | Покрытие | Соперник в финале | Счёт           |
| 1. | 17 июля 2022 | Ньюпорт, США | Трава    | Александр Бублик  | 2-6 6-3 7-6(3) |

#### Поражения (3)
| №  | Дата            | Турнир                  | Покрытие   | Соперник в финале | Счёт              |
| 1. | 9 января 2022   | Мельбурн, Австралия     | Хард       | Рафаэль Надаль    | 6-7(6) 3-6        |
| 2. | 25 июня 2022    | Истборн, Великобритания | Трава      | Тейлор Фриц       | 2-6 7-6(4) 6-7(4) |
| 3. | 12 февраля 2023 | Монпелье, Франция       | Хард (зал) | Янник Синнер      | 6-7(3) 3-6        |

### Финалы турнировATPв парном разряде (2)

#### Победы (1)
| №  | Дата         | Турнир     | Покрытие | Партнёр       | Соперники в финале              | Счёт       |
| 1. | 4 марта 2023 | Дубай, ОАЭ | Хард     | Фабрис Мартен | Ллойд Гласспул Харри Хелиёваара | 7-6(2) 6-4 |

#### Поражения (1)
| №  | Дата            | Турнир            | Покрытие   | Партнёр          | Соперники в финале         | Счёт              |
| 1. | 12 февраля 2023 | Монпелье, Франция | Хард (зал) | Альбано Оливетти | Матве Мидделкоп Робин Хасе | 6-7(4) 6-4 [6-10] |